# Влчковице в Подкрконоши
Влчковице в Подкрконоши (чеш. Vlčkovice v Podkrkonoší) је насељено мјесто са административним статусом сеоске општине (чеш. obec) у округу Трутнов, у Краловехрадечком крају, Чешка Република.

## Становништво
Према подацима о броју становника из 2014. године насеље је имало 393 становника.